# أوليفر بيمبر

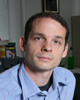
أوليفر بيمبر

أوليفر بيمبر (بالإنجليزية: Oliver Bimber)‏ (من مواليد 1973 في باد مارينبرغ، ألمانيا) وهو عالم كمبيوتر ألماني. وهو أستاذ لرسومات الكمبيوتر في جامعة يوهانس كيبلر في لينز، النمسا حيث يرأس معهد رسومات الكمبيوتر.

## منشوراته
في سن السادسة والثلاثين، تم تعيين أوليفر بيمبر في منصب أستاذ جامعي عام (2009)، وأصبح رئيسًا لمعهد رسومات الكمبيوتر في جامعة يوهانس كيبلر لينز. من 2003-2010 شغل منصب أستاذ جديد في الواقع المعزز في قسم علوم النظام الإعلامي في جامعة باوهاوس (فايمار). حصل على درجة الدكتوراه عام (2002) في الهندسة من جامعة دارمشتات للتكنولوجيا، ألمانيا، ودرجة تأهيل (2007) في علوم الكمبيوتر في جامعة ميونخ التقنية. من 2001 إلى 2002 عمل بيمبر كباحث أول في مركز فراونهوفر للأبحاث في مجال الجرافيك في بروفيدانس، ري / الولايات المتحدة الأمريكية، ومن 1998 إلى 2001 كان عالمًا في معهد فراونهوفر لرسومات الكمبيوتر في روستوك ألمانيا. كان يعمل أوليفر لشركة IBM T.J. ومركز أبحاث واتسون (نيويورك، الولايات المتحدة الأمريكية) ومعهد دوندالك للتكنولوجيا (دوندالك، أيرلندا) وجامعة العلوم التطبيقية جيسين في ألمانيا.
شارك بيمبر في تأليف كتاب «الأساسيات والتطبيقات» (2011) مع رولف ر. هاينيك وكتاب «الواقع المعزز المكاني» (2005) مع راميش راسكر (إم آي تي). من 2005 حتى 2015، شغل منصب رئيس تحرير مجلة IEEE للكمبيوتر. تم تأسيس شركة VIOSO GmbH في مجموعته في عام 2005. وقد حصل هو وطلابه على العديد من الجوائز لأبحاثهم واختراعاتهم، وقد فازوا بمسابقات علمية، مثل مسابقة ACM Siggraph Research (المركز الأول 2006 و 2008، المركز الثاني 2009 و 2011)، والمنافسة النهائية لبطولة أبحاث الطلاب ACM (2006) التي تم تقديمها مع جائزة تورينج.
وتشمل اهتمامات بيمبر البحثية الحوسبة البصرية والبصريات في سياق تقنيات العرض والتصوير من الجيل التالي.

## وصلات خارجية
- Professional Duties
- Research
- Teaching
- Publications
- Talks
- Awards
- Press